# Amsterdamse Poort (Amsterdam)
De Amsterdamse Poort is een grotendeels onoverdekt centrum in Amsterdam-Zuidoost met winkels, kantoren, restaurants, cultuur en vermaak.
De Amsterdamse Poort bevindt zich naast station Amsterdam Arena en sluit aan op de ArenA Boulevard met de Johan Cruijff Arena, Ziggo Dome en AFAS live. Het centrum is ingesloten tussen de vier dreven, Bijlmerdreef, Flierbosdreef, Hoogoorddreef en Foppingadreef. De Amsterdamse Poort wordt omringd door bedrijven en hogescholen als ING, ROC, HvA, Adidas, ABN AMRO. Het stadsdeelkantoor van Zuidoost bevindt zich op het naastgelegen Anton de Komplein, waar ook het Bijlmer Parktheater aan grenst.
De Amsterdamse Poort is eigendom van CBRE Investment Management.

## Geschiedenis
De Amsterdamse Poort opende in 1986 officieel als winkelcentrum in het stadsdeel Amsterdam-Zuidoost. Het was een van de eerste winkelcentra buiten het centrum van een stad. Met de Shopperhal, het Zandkasteel en de multiculturele warenmarkt op het Anton de Komplein werd de Amsterdamse Poort een centrum voor de buurt.
Sinds de opening van de Amsterdamse Poort is Amsterdam-Zuidoost veranderd. Naast de honingraatflats is er ruimte voor laagbouw gekomen. Oude kleine buurtwinkelcentra zijn gesloopt en nieuwe wooncomplexen vormen het straatbeeld. Garages zijn vervangen door studentencontainers en jonge ondernemingen zitten in de plinten van complexen.
In 2023 werd de Amsterdamse Poort de vierde locatie in Amsterdam met een permanent regenboogpad.

## Herontwikkeling
Eind 2021 is gestart met herontwikkeling van Amsterdamse Poort. Tijdens de herontwikkeling van de Amsterdamse Poort worden gevels opgeknapt en verduurzaamd, en daarnaast woningen en nieuwe functies toegevoegd aan het bestaande centrum. De nieuwe Amsterdamse Poort biedt 250 units met een oppervlakte van 50.000 m². Deze zal bestaan uit een mix van lokale en internationale retailers alsook culture instellingen, horecagelegenheden en markten. In de directe omgeving is veel stedelijke herontwikkeling zichtbaar met veel nieuwe woningen. De totale herontwikkeling van het gebied zal naar verwachting in 2028 afgerond zijn.

## Shopperhal
De huidige Shopperhal is een overdekte markthal in de Amsterdamse Poort met een aanbod in kleding, accessoires, eten en een supermarkt. In 2027 wordt er een nieuwe moderne Shopperhal geopend waarin veel lokale en kleinschalige ondernemers weer te vinden zijn.

## Zandkasteel
Het Zandkasteel is een monumentaal gebouw in de Amsterdamse Poort. Het gebouw is ontworpen door Ton Alberts & Max van Huut en gebouwd in 1987. Sinds 2017 is het een gemeentelijk monument. Sinds het vertrek van ING in 2020 is het Zandkasteel herontwikkeld tot woningen en kantoren. Daarnaast is de Amsterdam International Community School (AICS) hier gevestigd. In 2023 is het vernieuwde Zandkasteel geopend.

Amsterdamse Poort
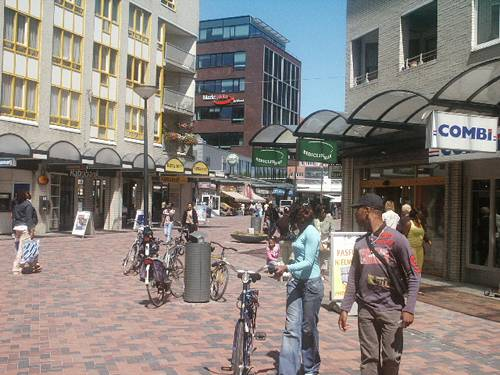
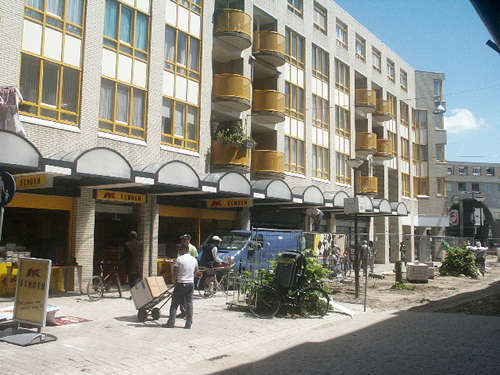
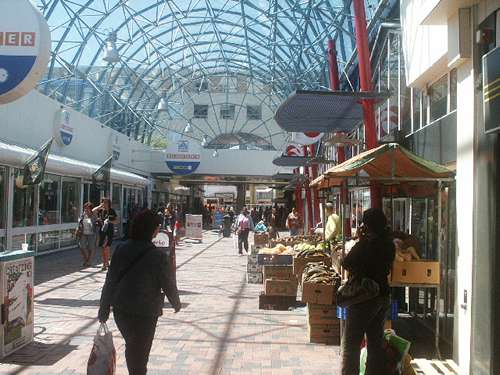
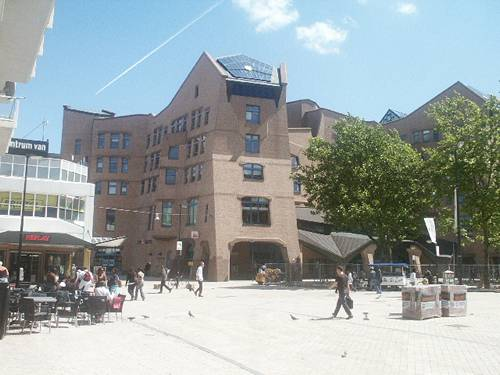
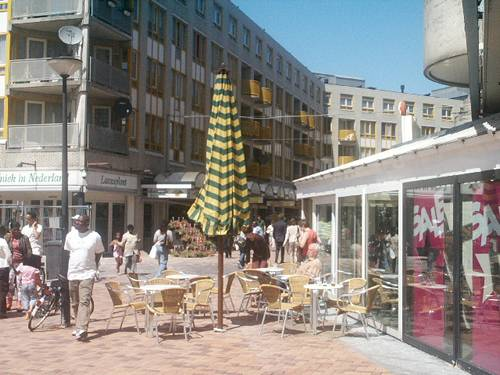
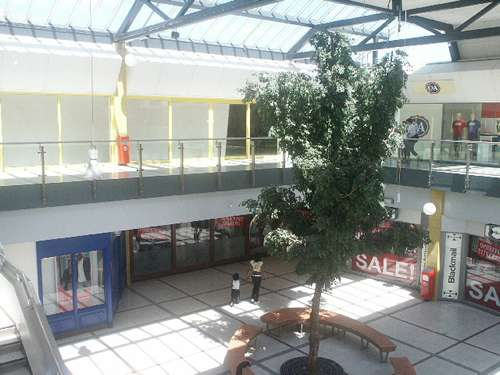
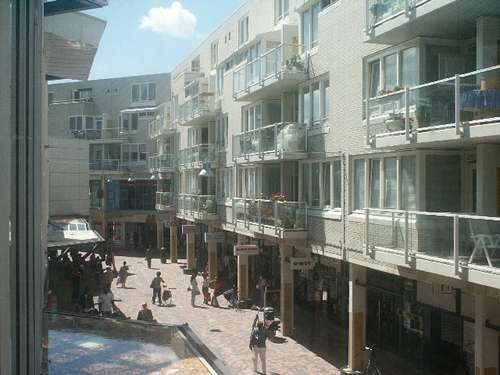
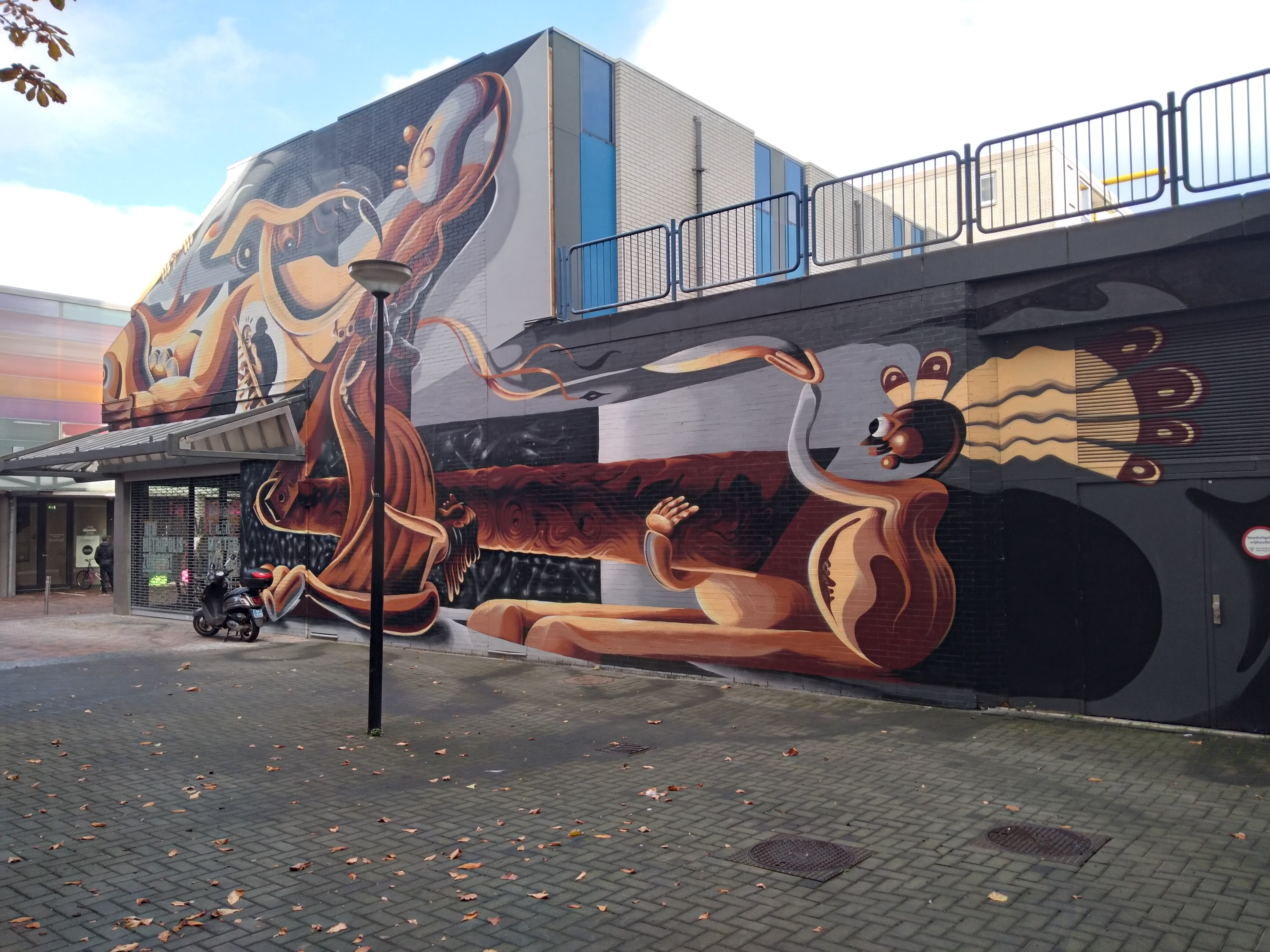